# 25 maj
25 maj är den 145:e dagen på året i den gregorianska kalendern (146:e under skottår). Det återstår 220 dagar av året. Denna dag ansåg förr, tillsammans med 26 och 27 maj, vara inledningen på sommaren och skulle påvisa hur vädret skulle bli under hela årstiden, enligt ordstävet ”Urban, Vilhelmina och Beda skola sommaren leda” (alltså att vädret den 25 maj bestämde vädret för juni, vädret den 26 bestämde vädret för juli och vädret den 27 för augusti; jämför med den 30 november och dess betydelse för julvädret).

## Återkommande bemärkelsedagar

### Nationaldagar
- Argentinas nationaldag (till minne av avsättningen av den spanske vicekungen under majrevolutionen 1810)
- Jordaniens nationaldag (till minne av statens grundande 1946)

### Övriga
- Handduksdagen (firad sedan 2001 till minne av författaren Douglas Adams, som avled den 11 maj detta år; i hans science-fictionbokserie Liftarens guide till galaxen utgör handdukar ett viktigt inslag)
- Internationella nörddagen(en) som startade i Spanien och som sedan har spridits sig världen runt.

## Namnsdagar

### I den svenska almanackan
- Nuvarande – Urban
- Föregående i bokstavsordning
  - Una – Namnet infördes på dagens datum 1986, men utgick 1993.
  - Uno – Namnet infördes på dagens datum 1986. 1993 flyttades det till 4 november och 2001 till 14 augusti.
  - Urban – Namnet infördes på dagens datum 1901, då det ersatte den äldre namnformen Urbanus, och har funnits där sedan dess.
  - Urbanus – Namnet fanns på dagens datum redan på medeltiden, till minne av påven Urban I, som dog 230. 1901 utgick det och ersattes av den modernare namnformen Urban.
  - Ursula – Namnet fanns före 1901 på 21 oktober. Detta år utgick det, men återinfördes 1986, denna gång på 22 oktober. 1993 flyttades det till dagens datum och 2001 tillbaka till ursprungsdatumet 21 oktober.
- Föregående i kronologisk ordning
  - Före 1901 – Urbanus
  - 1901–1985 – Urban
  - 1986–1992 – Urban, Una och Uno
  - 1993–2000 – Urban och Ursula
  - Från 2001 – Urban
- Källor
  - Brylla, Eva (red.): Namnlängdsboken, Norstedts ordbok, Stockholm, 2000. ISBN 91-7227-204-X
  - af Klintberg, Bengt: Namnen i almanackan, Norstedts ordbok, Stockholm, 2001. ISBN 91-7227-292-9

### Finlandssvenska almanackan
- Nuvarande från 1929[1] – Urban
- I föregående revideringar[a][2]
  - inga ändringar sedan 1929

## Händelser
- 1521 – Den tyska riksdagen i Worms avslutas, efter att under kejsar Karl V:s ledning ha pågått sedan 28 januari. Riksdagen har behandlat flera frågor, men blir mest känd för att den avslutas med det så kallade fördraget i Worms, där kejsaren utfärdar förbud mot att på något sätt hjälpa reformatorn Martin Luther och stämplar honom som kättare. Dessutom ska han infångas så snart som möjligt. På grund av det folkliga stödet för Luther i Tyskland kommer fördraget dock aldrig att träda i kraft.
- 1659 – Efter påtryckningar från det engelska parlamentet tvingas den svage Richard Cromwell abdikera som lordprotektor över det engelska samväldet, bara ett drygt halvår efter att han har efterträtt sin far Oliver Cromwell på posten. England, Skottland och Irland kommer därmed att stå utan regent, men ett år senare återupprättas de tre kungarikena under den så kallade restaurationen, då Karl II blir deras kung. På grund av sina skulder flyr Richard Cromwell snart utomlands och lever på kontinenten i 20 år, innan han återvänder till England och sedan lever där i obemärkthet till sin död 1712.
- 1768 – Den brittiske kaptenen James Cook avseglar från Plymouth med fartyget HMS Endeavour på den första av tre utforskningsresor till Stilla havet. Under resan, som tar tre år, seglar man utmed den australiska kusten och runt de nyzeeländska öarna, innan man far vidare österut över Stilla havet. När expeditionen återvänder till Storbritannien 1771 blir Cook av kung Georg III utnämnd till kommendörkapten.
- 1798 – Dagen efter att ett uppror mot det brittiska styret på Irland har utbrutit låter britterna avrätta totalt 74 personer genom de så kallade massakrerna i Carnew och Dunlavin Green, samtidigt som de besegrar irländarna i slaget vid Carlow. Upproret, som stöds av Frankrike, pågår i huvudsak fram till slutet av andra kvartalet, men är inte helt krossat förrän i mitten av oktober. Efter detta dröjer det till Påskupproret 1916, innan irländarna på nytt reser sig mot britterna.
- 1935 – Under de friidrottstävlingar som hålls i Ann Arbor i Michigan lyckas Jesse Owens tangera världsrekordet på 9,4 sekunder i 100-yardsloppet och slå rekorden i längdhopp (8,13 meter), 220-yardslöpningen (20,3 sekunder) och 220-yarshäcklöpningen (22,6 sekunder) inom loppet av 45 minuter. Detta blir Owens största sportbragd någonsin, då längdhoppsrekordet står sig i 25 år och häcklöpningsrekordet blir första gången någon lyckas springa distansen på mindre än 23 sekunder.
- 1963 – Organisationen för afrikansk enhet grundades.
- 1977 – Den amerikanska filmen Stjärnornas krig, regisserad av George Lucas, har urpremiär i USA. Den får två uppföljare (Rymdimperiet slår tillbaka 1980 och Jedins återkomst 1983) och när Lucas 1999 inleder projektet att göra ytterligare tre delar i serien (som utspelar sig före de gamla filmerna) har den redan uppnått kultstatus.
- 1992 – Jay Leno tar över programledarskapet för den klassiska amerikanska pratshowen The Tonight Show på tv-kanalen NBC, sedan den förre programledaren Johnny Carson tidigare under året har gått i pension efter 30 år på posten. David Letterman, som sedan 1982 har varit programledare för Late Night with David Letterman, har hoppats på att få ta över The Tonight Show, men när han nu går miste om detta väljer han året därpå att flytta till den konkurrerande tv-kanalen CBS, där han istället blir programledare för The Late Show with David Letterman, varvid Conan O’Brien tar över Late Night, som då byter namn till Late Night with Conan O'Brien.
- 2020 – Den 46-årige afroamerikanske mannen George Floyd avlider i samband med ett polisingripande i Minneapolis, genom att en polisman, Derek Chauvin, trycker sitt knä mot högra sidan av Floyds hals. Händelsen leder till omfattande protester mot att svarta utsätts för övervåld och polisbrutalitet. Dessa protester äger rum i ett stort antal andra städer runt om i USA och är en del av Black Lives Matter-rörelsen. Chauvin döms senare för dråp (second-degree murder).

## Födda
- 1550 – Camillo de Lellis, italiensk romersk-katolsk präst, ordensstiftare och helgon
- 1612 – Johan Albert Vasa, polsk biskop och kardinal
- 1713 – John Stuart, brittisk politiker, Storbritanniens premiärminister 1762–1763
- 1755 – Caspar Trendelenburg, svensk läkare
- 1762 – Walter Leake, amerikansk demokratisk-republikansk politiker, senator för Mississippi 1817–1820
- 1773 – Benjamin Tappan, amerikansk demokratisk politiker, senator för Ohio 1839–1845
- 1783 – Philip Pendleton Barbour, amerikansk politiker och jurist, talman i USA:s representanthus 1821–1823, domare i USA:s högsta domstol 1836–1841
- 1846 – Naim Frashëri, albansk poet
- 1865
  - John Raleigh Mott, amerikansk förgrundsgestalt inom World Student Christian Federation (WSCF), mottagare av Nobels fredspris 1946
  - Pieter Zeeman, nederländsk fysiker, mottagare av Nobelpriset i fysik 1902
- 1877 – Hasse Zetterström, svensk författare, kåsör, humorist och tidningsutgivare med pseudonymen Hasse Z
- 1878 – Bill Robinson, amerikansk steppdansare, skådespelare och underhållare med smeknamnet Bojangles
- 1803 – Ralph Waldo Emerson, amerikansk författare och filosof
- 1881
  - Sven Bergvall, svensk skådespelare
  - Günther Lütjens, tysk sjömilitär, amiral 1940
- 1884 – Eilif Sylwan, svensk sekreterare och högerpolitiker
- 1887 – Francesco Forgione, italiensk kapucinermunk, präst, mystiker och helgon känd som Padre Pio
- 1888 – Elin Linnander, svensk operasångare (sopran)
- 1889
  - Oscar Rennebohm, amerikansk republikansk politiker, guvernör i Wisconsin 1947–1951
  - Igor Sikorsky, rysk-amerikansk flygpionjär
- 1898 – Gene Tunney, amerikansk boxare
- 1901 – Bellan Roos, svensk skådespelare
- 1905 – Albin Hagström, svensk företagare, grundare av instrumenttillverkningsföretaget Hagström
- 1907 – U Nu, burmesisk nationalist och politiker, Burmas premiärminister 1948–1958 och 1960–1962
- 1908 – Theodore Roethke, amerikansk poet
- 1910 – Lars Seligman, svensk skådespelare
- 1912 – Stephen Ailes, amerikansk advokat och politiker
- 1915 – Bengt Djupbäck, svensk trubadur med artistnamnet Jokkmokks-Jokke
- 1918 – Claude Akins, amerikansk skådespelare
- 1921
  - Jack Steinberger, amerikansk fysiker, mottagare av Nobelpriset i fysik 1988
  - Rolf Tourd, svensk skådespelare
- 1925 – Jeanne Crain, amerikansk skådespelare
- 1926 – Max von der Grün, tysk författare
- 1927 – Robert Ludlum, amerikansk författare
- 1928 – Frigyes Hidas, ungersk kompositör
- 1929 – Beverly Sills, amerikansk operasångare
- 1939 – Ian McKellen, brittisk skådespelare
- 1940 – Marianne Ahrne, svensk regissör och författare
- 1943 – Ed Whitfield, amerikansk republikansk politiker, kongressledamot 1995–2016
- 1944 – Frank Oz, amerikansk regissör och skådespelare
- 1945
  - Vilasrao Deshmukh, indisk politiker
  - Salvatore Grimaldi, italiensk-svensk entreprenör och föreläsare
- 1948 – Klaus Meine, tysk sångare och låtskrivare, medlem i gruppen i Scorpions
- 1954
  - Urban Bäckström, svensk nationalekonom och moderat politiker, chef för Sveriges riksbank 1994–2002, vd för Svenskt Näringsliv 2005–2014
  - Ann Petrén, svensk skådespelare
- 1955 – Alistair Burt, brittisk konservativ politiker, parlamentsledamot 1983–1997 och 2001–2019
- 1958
  - Jānis Vanags, lettisk kyrkoman, ärkebiskop för Lettlands evangelisk-lutherska kyrka 2001–
  - Paul Weller, brittisk sångare, musiker och låtskrivare, medlem i grupperna The Jam och The Style Council
- 1960 – Jeanette Holmgren, svensk skådespelare och sångare
- 1963
  - Mike Myers, kanadensisk skådespelare och komiker
  - Ulric Andersson, svensk kyrkomusiker, sångpedagog och operasångare (tenor), domkyrkoorganist i Uppsala domkyrkoförsamling
- 1969 – Anne Heche, amerikansk skådespelare, regissör och författare
- 1970 – Maibritt Saerens, dansk skådespelare
- 1972 – Titti Schultz, svensk radioprogramledare
- 1973 – Molly Sims, amerikansk fotomodell skådespelare
- 1974 – Petter Askergren, svensk hiphopartist med artistnamnet Petter
- 1975 – Aïssa Maïga, fransk-senegalesisk skådespelare
- 1976
  - Stefan Holm, svensk höjdhoppare, OS-guld 2004, bragdmedaljör
  - Cillian Murphy, irländsk skådespelare
- 1990 – Samir Badran, svensk TV-personlighet

## Avlidna
- 735 – Beda venerabilis, omkring 63, anglosaxisk munk
- 916 – Flann Sinna, 68 eller 69, storkonung av Irland sedan 879
- 992 – Mieszko I, omkring 70, furste av Polen sedan 963
- 1085 – Gregorius VII, omkring 65, påve sedan 1073
- 1261 – Alexander IV, omkring 62, påve sedan 1254
- 1607 – Maria Maddalena dei Pazzi, 41, italiensk karmelitnunna, mystiker och helgon
- 1667 – Gustav Bonde, 47, svensk friherre, Sveriges riksskattmästare
- 1681 – Pedro Calderón de la Barca, 81, spansk dramatiker
- 1740 – Anders Örbom, 65, svensk militär
- 1820 – Eric Ruuth, 73, svensk greve, finansminister, generalguvernör och företagare, grundare av Höganäsbolaget
- 1857 – Andrew Butler, 60, amerikansk demokratisk politiker och jurist, senator för South Carolina
- 1863 – Peter Andreas Munch, 52, norsk historiker och språkforskare
- 1870 – Richard Stockton Field, 66, amerikansk politiker, senator för New Jersey
- 1880 – Robert Fredrik von Kræmer, 88, svensk friherre, landshövding i Uppsala län
- 1890 – Frans Hodell, 49, svensk författare, skådespelare och journalist
- 1899 – Harrison Reed, 85, amerikansk republikansk politiker, guvernör i Florida
- 1912 – Austin Lane Crothers, 52, amerikansk demokratisk politiker och jurist, guvernör i Maryland
- 1913 – Alfred Redl, 49, österrikisk-ungersk officer och rysk spion
- 1936 – Gustav Holst, 59, brittisk kompositör
- 1948 – Sidney Preston Osborn, 64, amerikansk demokratisk politiker, guvernör i Arizona
- 1954 – Robert Capa, 40, ungersk-amerikansk fotograf
- 1967 – Lennart Wallén, 52, svensk filmklippare och regissör
- 1979 – Fred Gunnarsson, 40, svensk skådespelare
- 1985 – Gunnar Hedberg, 60, svensk skådespelare
- 1988
  - Ernst Ruska, 81, tysk fysiker, mottagare av Nobelpriset i fysik 1986
  - Karl Wittfogel, 91, tysk sociolog och sinolog
- 2000 – Kid Severin, 91, svensk journalist, författare och manusförfattare
- 2005 – Ismail Merchant, 68, indisk filmproducent
- 2006
  - Kari S. Tikka, 61, finländsk professor i juridik
  - Lars Gyllensten, 84, svensk läkare och författare, ledamot av Svenska Akademien, dess ständige sekreterare
  - Desmond Dekker, 64, jamaicansk reggae- och skasångare
  - Marianne Flach, 68, svensk reklamkvinna och festfixare
- 2007
  - Laurie Bartram, 49, amerikansk skådespelare och balettdansös
  - Bartholomew Ulufa'alu, 56, salomonsk politiker, Salomonöarnas premiärminister
- 2009 – Haakon Lie, 103, norsk socialdemokratisk politiker
- 2011 – Leonora Carrington, 94, brittisk-mexikansk surrealistisk konstnär och författare
- 2013 – Jimmy Wray, 75, brittisk labourpolitiker, parlamentsledamot
- 2014
  - Tommy Blom, 67, svensk sångare och musiker (Tages) samt programledare
  - Caroline Christensen, 88, svensk sångare och skådespelare
  - Wojciech Jaruzelski, 90, polsk militär, Polens president
- 2018 – Thomas Lindstein, 70, svensk professor, rektor vid Mittuniversitetet 2003–2008
- 2023 – Stefan Nilsson, 67, svensk pianist och kompositör